# Prince of Persia (2008)
Prince of Persia är ett datorspel (action-äventyr) från Ubisoft från december 2008 som ingår i spelserien Prince of Persia.
Spelet utspelar sig i antika Persien. Huvudpersonen åtföljs av en ung kvinna vid namn Elika, som han träffade efter en stor sandstorm avlett honom från sin kurs och han hamnade i ett mystiskt land. Spelets handling och inställning lånar vissa aspekter från zoroastrismen.